# Polina Semionova
Polina Alexandrovna Semionova (russe : Полина Александровна Семионова), née à Moscou le 13 septembre 1984, est une danseuse classique russe et un mannequin pour Uniqlo.

## Biographie
Polina nait le 13 septembre 1984 à Moscou en Russie. Ses parents l'inscrivent tout d'abord, avec son frère aîné Dmitri Semionov, à des cours de patinage artistique. Dmitri ayant été reçu à l'École de danse du Théâtre Bolchoï, Polina suit l'exemple de celui-ci qui est, à ses dires, tout au long de sa scolarité et encore aujourd'hui, un exemple absolu. Elle présente donc l'examen d'entrée de l'école de danse avec succès en 1994 et en sort diplômée avec mention en 2002.

## Carrière
Dès l'obtention de son diplôme, Polina Semonovia, refusant les invitations du Théâtre Mariinsky et du Théâtre Bolchoï, est recrutée par Vladimir Malakhov pour le Staatsballett de Berlin qu'elle rejoint d'emblée comme soliste alors qu'elle n'a que dix-huit ans. Elle s'illustre dès lors sur la scène allemande dans les plus grands ballets comme Don Quichotte, Cendrillon (Vladimir Malakhov lui en offrira sa propre version), ou encore Le Lac des cygnes. Son rôle favori deviendra par la suite celui de Tatiana dans Oneguine, le ballet de John Cranko inspiré du roman d'Alexandre Pouchkine.
Elle devient populaire en apparaissant dans un clip de Herbert Grönemeyer, célèbre chanteur allemand, ce qui lui permettra de se faire connaître et apprécier par un public plus large. Danseuse plébiscitée par ce dernier comme par les critiques, elle est invitée à l'étranger de manière récurrente : on peut ainsi la retrouver sur les scènes de la Scala de Milan, du Théâtre Bolchoï, du Théâtre des Champs-Élysées, du Royal Albert Hall, ou encore sur les grandes scènes grecques et japonaises.
Durant sa carrière, Polina Semionova s'est illustrée aux côtés de Vladimir Malakhov, Igor Zelensky ou encore Mathieu Ganio. Sa carrière internationale débute véritablement en 2003, lorsqu'elle est invitée par l'English National Ballet pour interpréter le rôle principal du Lac des Cygnes, alors qu'elle n'est âgée que de dix-neuf ans (elle danse depuis pour des compagnies comme le Théâtre Mariinsky, la Scala de Milan et le Théâtre Bolchoï, ainsi qu'à Vienne, Tokyo, Stuttgart ou Londres). Collaborant souvent avec le danseur étoile Roberto Bolle, elle participe avec lui au Gala du 31 décembre 2007 de la Scala, interprétant le rôle d'Odile du Lac des cygnes. La représentation est captée pour être diffusée en direct sur plusieurs chaînes européennes, dont Arte en France, et commercialisée en DVD.
En septembre 2009, elle participe avec son frère au Gala des Étoiles du Théâtre des Champs-Élysées : ils présentent un pas de deux tiré du Corsaire et un extrait de Como neve al sole.
Deux ans plus tard, elle est invitée par l'American Ballet Theatre pour danser le rôle principal de Don Quichotte.
Il faut noter également l'interprétation d'Odette / Odile dans Le Lac des cygnes avec une chorégraphie de Heinz Spoerli et partenaire Stanislav Jermakov à l'Opéra de Zurich, qui a été transformé en un DVD.
En 2011, Bastien Vivès s'inspirera de sa vie pour son roman graphique : Polina, fiction narrant la carrière d'une danseuse, Polina Oulanov (ed.Casterman, collection KSTR).
En 2012, Polina Semionova apparaît dans le film Passion de Brian De Palma, tourné à Berlin avec Noomi Rapace et Rachel McAdams, et sorti au cinéma en France le 13 février 2013. Semionova y interprète avec Ibrahim Önal, danseur solo au ballet de Berlin, la chorégraphie de Jerome Robbins sur le Prélude à l'après-midi d'un faune de Claude Debussy. Elle est promue Danseuse Principale de l'ABT cette même année
En 2018, Semionova danse La Bayadère de Alexeï Ratmansky 

## Vie personnelle
Semionova est mariée à Mehmet Yümak, également danseur au Staatsballett de Berlin. Elle accouche d'une fille en janvier 2017 , quitte l’American Ballet Theatre (ABT) et renonce à toute autre représentation avec ce corps de ballet,  pour s'occuper de sa fille.

### Activités hors du ballet
En 2018, la ballerine contribue au développement, avec la société Beautiful Mind Series, d’un parfum à l’odeur de fruits frais tels que de poire, madarine, fraise et de fleurs

## Récompenses
- 2001 : Médaille d'or au Concours international de ballet de Moscou
- 2002 : Premier prix du Concours Vaganova de Saint-Pétersbourg
- 2002 : Prix Junior du Concours international de ballet de Nagoya
- 2004 : Prix Daphné
- 2005 : German Critic Choice Award

En 2005, elle est nommée au prix Benois de la danse pour son interprétation de Nikiya dans La Bayadère. Elle remporte ce même prix en 2014 pour son rôle dans le ballet Thème et Variations.

## Répertoire

### Ballets
- La Bayadère : Nikiya
- Onéguine : Tatiana
- La Belle au bois dormant : Aurore
- Sylvia : Sylvia
- Casse-noisette : Marie
- Carmen : Carmen
- Cendrillon : Cendrillon
- Giselle : Giselle
- Apollon Musagète : Terpsichore
- Roméo et Juliette : Juliette
- L'Histoire de Manon : Manon Lescaut
- Le Lac des cygnes : Odette / Odile
- Caravaggio, 2008, chorégraphie, Mauro Bigonzetti, Berlin (DVD)

### Cinéma
- 2013 : Passion : La danseuse

## Partenaires
- Roberto Bolle, La Scala di Milano
- Vladimir Malakhov, Opéra d'État de Berlin, ABT, Opéra d'État de Vienne, Ballet de Stuttgart, National Ballet of Canada
- Jose Manuel Carreno, American Ballet Theatre
- Evan McKie, Ballet de Stuttgart
- Stéphane Bullion, Mathieu Ganio, Ballet de l'Opera de Paris
- Igor Zelensky, Mariinsky Ballet
- Jiri Jelinek, National Ballet of Canada